# Antoine Kambanda

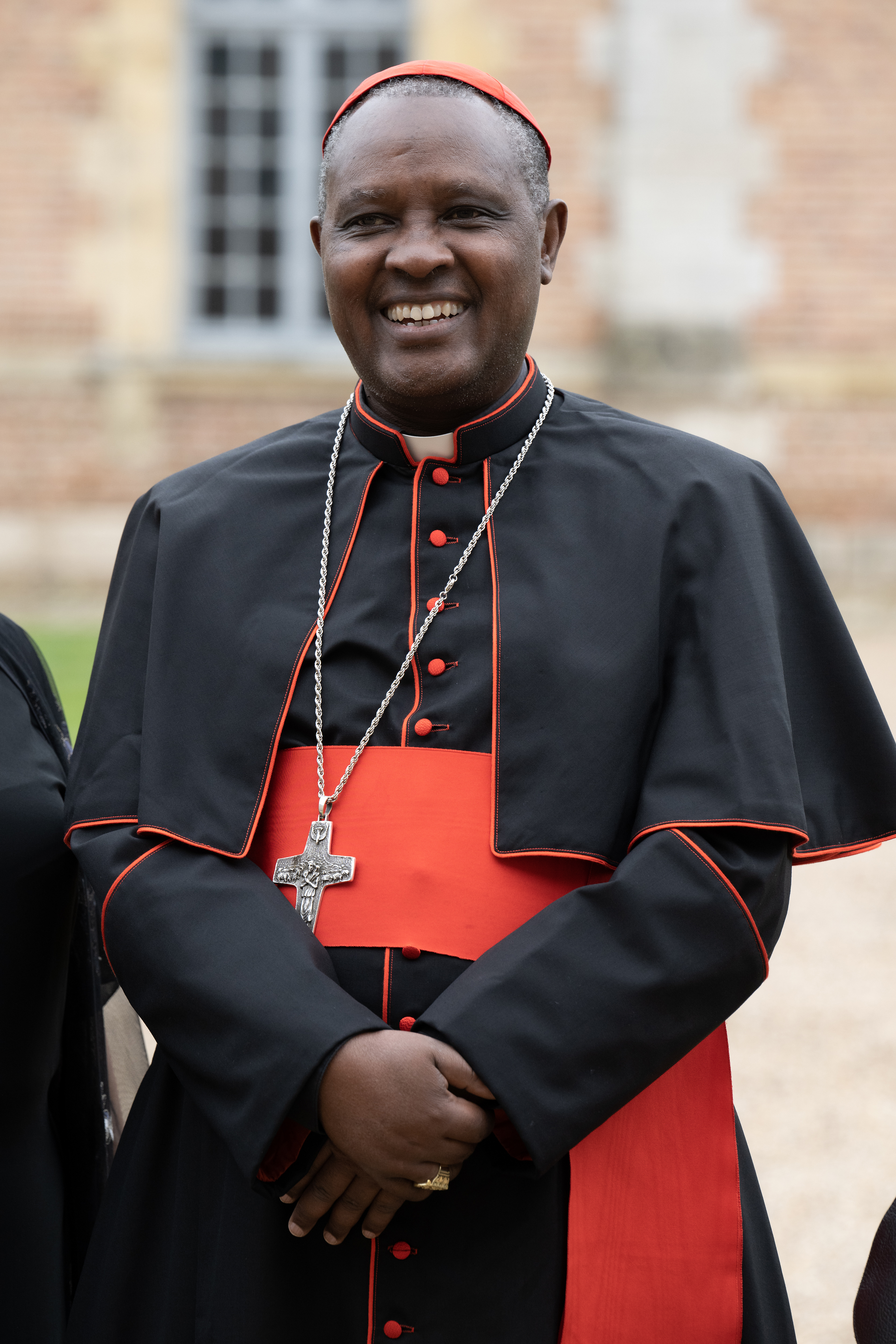
Antoine Kardinal Kambanda (2022)

Wappen als Kardinal-Erzbischof (seit 2022)

Antoine Kardinal Kambanda (* 10. November 1958 in Nyamata) ist ein ruandischer Geistlicher und römisch-katholischer Erzbischof von Kigali.

## Leben
Antoine Kambanda wurde am 10. November 1958 in Ruanda geboren, zog jedoch kurz nach seiner Geburt mit seiner Familie nach Kenia, wo er die Grund- und Mittelschule besuchte. Später kehrte er in seine Heimat zurück und besuchte dort von 1983 bis 1984 das Große Propädeutische Seminar in Rutongo und von 1984 bis 1990 das Priesterseminar Nyakibanda in Butare. 1994 verlor er beim Völkermord in Ruanda bis auf einen Bruder alle seine Familienangehörigen.
Am 8. September 1990 empfing Kambanda in Kabgayi durch Papst Johannes Paul II. das Sakrament der Priesterweihe. Danach war er von 1990 bis 1993 Studienpräfekt am Kleinen Seminar in Kigali. Anschließend besuchte er von 1993 bis 1999 die Accademia Alfonsiana in Rom, wo er seine Promotion im Fach Moraltheologie erlangte. Von 1999 bis 2005 leitete er die Diözesanstelle der Caritas in Kigali sowie den Entwicklungsausschuss und die „Justitia et Pax“-Kommission der Diözese. Außerdem war er am Großen Seminar in Nyakibanda als Professor für Moraltheologie tätig.
Am 6. September 2005 ernannte ihn der Präfekt der Kongregation für die Evangelisierung der Völker, Crescenzio Kardinal Sepe, zum Rektor des Großen Interdiözesanen philosophischen Seminars in Kabgayi.
Papst Franziskus ernannte Kambanda am 7. Mai 2013 zum Bischof von Kibungo. Der Erzbischof von Kigali, Thaddée Ntihinyurwa spendete ihm am 20. Juli desselben Jahres die Bischofsweihe. Mitkonsekratoren waren Smaragde Mbonyintege, Bischof von Kabgay, und Philippe Rukamba, Bischof von Butare.
Am 19. November 2018 ernannte ihn Papst Franziskus zum Erzbischof von Kigali. Im Konsistorium vom 28. November 2020 nahm ihn Papst Franziskus als Kardinalpriester mit der Titelkirche San Sisto in das Kardinalskollegium auf.  Die Besitzergreifung seiner Titelkirche fand erst am 26. Juni 2022 statt.
Am 16. Dezember 2020 berief ihn Papst Franziskus zum Mitglied der Kongregation für die Evangelisierung der Völker und am 29. September 2021 zum Mitglied der Kongregation für das Katholische Bildungswesen. Am 18. Februar 2023 ernannte ihn Papst Franziskus zum Mitglied des Dikasteriums für die Kultur und die Bildung, in dem die vormalige Kongregation für das Bildungswesen aufgegangen war.
Nach dem Tod von Papst Franziskus nahm Kardinal Kambanda am Konklave 2025 teil, das Leo XIV. wählte.